# Галантна књижевност
Галантна књижевност је помодни правац у европској књижевности с краја 17. и почетка 18. вијека, прије свега љубавна лирика, склона фриволности, за коју је љубав друштвена разонода. Мотиви су претежно еротски, а стил формалистички, китњаст, углађен, са необичним епитетима и духовитом поентом. Галантна књижевност настаје у париским салонима маркизе де Рамбује, де Сабле и др., гдје се окупља отмени свијет, његује углађена конверзација, и гдје ријеч галант изражава идеал и стил тог друштва. Главна тема галантних пјесника (Девио, Воатир, Пелисон и др.) је чулна љубав, изражена елегантним и орнаменталним стихом. Буколички тонови у иначе интелектуалном лиризму свједоче о живој традицији пастореле и Аркадије (Санацаро, Монтемајор). Мотиве је пружало само француско друштво, али се стил формирао под страним, претежно италијанским утицајем. 